# 17 tháng 7
Ngày 17 tháng 7 là ngày thứ 198 (199 trong năm nhuận) trong lịch Gregory. Còn 167 ngày trong năm.

## Sự kiện
- 1402 – Minh Thành Tổ lên ngôi vua trong triều đại nhà Minh, Trung Quốc.
- 1429 – Chiến tranh Trăm Năm – Charles VII của Pháp lên ngôi tại nhà thờ Đức Bà Reims sau một chiến dịch thành công của Jeanne d'Arc.
- 1504 – Thái tử Lê Thuần lên ngôi hoàng đế triều Trần tại điện Hoàng Cực, tức Lê Túc Tông (6 tháng 6 năm Giáp Tý).
- 1871 – Viện hàn lâm khoa học Pháp đón nhận phát minh dynamo (máy phát điện một chiều) của Zénobe Gramme, người Bỉ.
- 1918 – Cựu Hoàng đế Nikolai II của Nga cũng những người thân cận bị Bolshevik sát hại tại Yekaterinburg.
- 1936 – Nội chiến Tây Ban Nha bắt đầu bằng một cuộc binh biến chống lại chính phủ cánh tả mới đắc cử.
- 1945 – Ba nhà lãnh đạo Đồng Minh là Churchill, Truman và Stalin tụ họp tại thành phố Potsdam để quyết định tương lai của một nước Đức chiến bại.
- 1966 - Hồ Chí Minh kêu gọi toàn quốc kháng chiến chống Mỹ
- 1975 – Tàu Soyuz của Liên Xô và Apollo của Hoa Kỳ ghép nối thành công, đánh dấu sự kết thúc cuộc chạy đua vào không gian giữa hai nước.
- 1976 – Indonesia tuyên bố Đông Timor là tỉnh thứ 27 của mình sau khi xâm chiếm lãnh thổ này vào tháng 12 năm trước.
- 1989 – Máy bay ném bom đa nhiệm vụ B–2 Spirit của hãng Northrop Grumman có chuyến bay đầu tiên.
- 1996 – Chuyến bay 800 của TWA đã phát nổ ở biển Đại Tây Dương sau khi cất cánh tại sân bay New York John F Kennedy 13 phút . Thảm họa đã giết chết tất cả 230 người trên máy bay. Nguyên nhân được xác định là do đoản mạch dây điện kết hợp với bình nhiên liệu quá nhiệt đã làm cho bình nhiên trung tâm phát nổ , máy bay bị xé toạc
- 2000 – Chuyến bay 7412 của Alliance Air rơi ở một khu dân cư gần Sân bay Lok Nayak Jayaprakash, Ấn Độ khiến 60 người chết.
- 2007 – Chuyến bay 3054 của TAM Linhas Aéreas đã trượt khỏi đường băng Sân bay São Paulo–Congonhas và đâm vào trạm dầu shell ở cuối đường băng và phát nổ . Vụ tai nạn đã làm cho 199 người bao gồm ở trên máy bay và dưới mặt đất thiệt mạng
- 2009 – Vụ đánh bom Jakarta 2009 khiến 9 người thiệt mạng.
- 2014 – Chuyến bay 17 của Malaysia Airlines đã bị bắn hạ tại Donetsk, Ukraina trên đường từ Amsterdam đến Kuala Lumpur làm tất cả 298 người trên máy bay thiệt mạng .
- 2015 – Vụ đánh bom Khan Bani Saad 2015 tại Iraq khiến khoảng 130 người chết và ít nhất 130 người bị thương.

## Sinh
- 1487 – Ismail I, Shah của Ba Tư (m. 1524).
- 1924 – Lý Lệ Hoa, nữ tài tử điện ảnh Hồng Kông (m. 2017).
- 1937 – Hieorhij Stanislavavič Tarazievič, nguyên thủ quốc gia Byelorussia Xô viết (m. 2003).[1]
- 1952
  - David Hasselhoff, diễn viên Mỹ
  - Nicolette Larson, ca sĩ Mỹ (m. 1997)
- 1958 – Vương Gia Vệ, đạo diễn điện ảnh Hồng Kông
- 1970 – Mandy Smith, ca sĩ Anh
- 1974 – Claudio López, cầu thủ Argentina
- 1975 – Terence Tao, nhà toán học Úc
- 1983 – Tiết Chi Khiêm, ca sĩ kiêm sáng tác nhạc Trung Quốc

## Mất
- 1762 – Pyotr III, Sa hoàng Nga (s. 1728).
- 1790 – Adam Smith, nhà kinh tế chính trị học, triết gia người Scotland (s. 1723).
- 1854 – Nguyễn Phúc Tấn, tước phong Diên Khánh vương, hoàng tử con vua Gia Long (s. 1799).
- 1891 – Nguyễn Phúc Miên Điều, tước phong Kiến Hòa Quận công, hoàng tử con vua Minh Mạng (s. 1836).
- 1907 - Hector Malot - Nhà văn người Pháp (Sinh năm 1830)
- 1935 – Niếp Nhĩ, nhạc sĩ Trung Quốc, tác giả phần nhạc Nghĩa dũng quân tiến hành khúc – quốc ca của nước Cộng hòa Nhân dân Trung Hoa từ năm 1949 (s. 1912).
- 1944 – William James Sidis, thần đồng người Mỹ (s. 1898).
- 1965 - Phạm Ngọc Thảo, điệp viên, nhà báo, tình báo người Việt Nam
- 2015 - Jules Bianchi, Vận động viên đua xe người Pháp

## Những ngày lễ và kỷ niệm
- Ngày Emoji Thế giới